# Área metropolitana de Lincoln
El Área Estadística Metropolitana de Lincoln, NE MSA, como la denomina oficialmente la Oficina de Administración y Presupuesto, es un Área Estadística Metropolitana centrada en la ciudad de Lincoln, capital del estado estadounidense de Nebraska. Tiene una población de 302.157 habitantes según el Censo de 2010, convirtiéndola en la 155.º área metropolitana más poblada de los Estados Unidos.

## Composición
Los 2 condados que componen el área metropolitana y su población según los resultados del censo 2010:
- Lancaster– 285.407 habitantes
- Seward– 16.750 habitantes

## Principales comunidades del área metropolitana
Ciudad principal o núcleo
- Lincoln

Comunidades con 1.000 a 10.000 habitantes
- Hickman
- Milford
- Seward
- Waverly

Comunidades con 500 a 1.000 habitantes
- Bennet
- Firth
- Utica
- Walton